# Ștefan Grigorie
Ștefan Costel Grigorie, né le 31 janvier 1982 à Segarcea, est un footballeur international roumain évoluant au poste de milieu de terrain.

## Carrière
Grigorie évolue de 1998 à 2002 à l'Universitatea Craiova, avec un prêt en 2000 à l'Electroputere Craiova. En 2002, il rejoint le FC Dinamo Bucarest avec lequel il remporte un Championnat de Roumanie, trois Coupes de Roumanie et une Supercoupe de Roumanie. En 2006, il rejoint pour une saison le Politehnica Timișoara avant de s'engager avec le FC Rapid Bucarest en 2007.
Joueur de l'équipe de Roumanie espoirs, Grigorie est sélectionné pour la première fois en équipe de Roumanie de football le 12 février 2003 face à la Slovaquie. Les Roumains l'emportent sur le score de 2 buts à 1.

## Palmarès
- Champion de Roumanie en 2004 avec le FC Dinamo Bucarest.
- Vainqueur de la Coupe de Roumanie en 2003, 2004 et 2005 avec le FC Dinamo Bucarest.
- Vainqueur de la Supercoupe de Roumanie en 2005 avec le FC Dinamo Bucarest.